# Joshua Chamberlain
Joshua Chamberlain (ur. 8 września 1828 w Brewer, zm. 24 lutego 1914 w Portland) – amerykański wojskowy-ochotnik z okresu wojny secesyjnej walczący po stronie wojsk Unii. Przed wybuchem wojny był profesorem na maineńskim college'u. Chociaż nie posiadał żadnego wykształcenia wojskowego, cieszył się wielkim szacunkiem innych oficerów, był wielokrotnie odznaczany i zakończył karierę w stopniu brevet (tymczasowego) generała dywizji. Za odwagę, którą zaprezentował w bitwie pod Gettysburgiem jako dowódca 20 pułku piechoty został odznaczony Medalem Honoru. Po wojnie wstąpił do Partii Republikańskiej i został gubernatorem stanu Maine (1867–1871). Do śmierci wykładał w college’u Bowdoin.